# John Pendry
John Brian Pendry, FRS (4 de julho de 1943) é um físico britânico.
Conhecido por suas pesquisas sobre índices de refração e criação da primeira "camuflagem de invisibilidade".
É catedrático de física do estado sólido no Imperial College London, onde foi chefe do departamento de física (1998–2001) e diretor da faculdade de ciências físicas (2001–2002). É membro honorário do Downing College, Cambridge (onde foi aluno) e membro do Instituto de Engenheiros Eletricistas e Eletrônicos (IEEE).

## Publicações selecionadas
- Limitations on Sub-Diffraction Imaging with a Negative Refractive Index Slab, D.R. Smith, D. Schurig, Marshall Rosenbluth, S. Schultz, S. Anantha Ramakrishna, J.B. Pendry
- Theory of Extraordinary Optical Transmission through Subwavelength Hole Arrays, L Martín-Moreno, FJ Garcia Vidal, HJ Lezec, KM Pellerin, T Thio, JB Pendry, and TW Ebbesen, Phys. Rev. Lett. vol. 86, pp. 1114–7 (2001).
- Negative Refraction Makes a Perfect Lens, J.B. Pendry

## Autoria de livros
- Low Energy Electron Diffraction: The Theory and Its Application to Determination of Surface Structure (Techniques of physics) (Academic Press Inc.,U.S., 1974) ISBN 9780125505505
- Surface Crystallographic Information Service: A Handbook of Surface Structures – (Springer, 1987) ISBN 9789027725035

## Honrarias
- 1984 – Membro da Royal Society e do Instituto de Física
- 1996 – Medalha Dirac do Instituto de Física, por contribuições à física teórica
- 2004 – Condecorado sir na lista honorífica do aniversário da rainha (services to science).
- 2006 – Medalha Real da Royal Society de Londres
- 2013 - Medalha Isaac Newton[3]